# تاريخ الأقباط
التاريخ القبطي هو جزء من تاريخ مصر الذي يبدأ بإدخال المسيحية في مصر في القرن الأول الميلادي أثناء الفترة الرومانية، ويغطي تاريخ القبط حتى يومنا هذا. العديد من العناصر التاريخية المتعلقة بـ الكنيسة القبطية الأرثوذكسية معروضة في العديد من المتاحف حول العالم ويوجد عدد كبير منها في المتحف القبطي في القاهرة القبطية.

## الأساس الرسولي
كانت مصر تعرف قديما عند شعوب البلاد السامية المجاورة لها باسم مصر في الآشورية ومصرين في الآرامية ومصرايم في العبرية. كما عرفها العرب باسم مصر. وكلمة مصر في اللغات السامية كانت تأتي بمعني الحد أو الحدود. وقد أطلقت الشعوب السامية من آشوريين وآراميين وعبرانيون وفرس وروم وعرب علي البلاد المتاخمة لهم كلمة مصر.
وسمي القبط مصر باسم حى كا بتاح بالبيحيرى وحاكوبتاح بالصعيدى ومنطق وادى النيل [كيمى] أي السواد بمعني الأرض السوداء. وقد عرفها الآشوريين أيضا باسم «هي كو بتاه» وهو الاسم الذي كان مشتق من نطق المصريين علي عاصمة ملكهم والاسم الاصلى حاكو بتاحمنف ومعناها «بيت روح بتاح». وقد سمع اليونانيين عنهم هذا الاسم منذ عصور قديمة وأخذوه عنهم فأسموها إيجبتوس وقد ورد هذا الاسم مرات عدة في شعر هومير وحذف العرب علامة الرفع في اليونانية «وس» ثم الحركة الأولي التي ظنها العرب حرف استهلال فخلص لنا اسم القبط.

## المدرسة المسيحية
المدرسة المسيحية بالإسكندرية هي أقدم مدرسة للتعليم المسيحي في العالم. يسجل جيروم أن مدرسة الإسكندرية المسيحية أسسها مرقس بنفسه. حوالي عام 190م، تحت قيادة العلامة بانتاناوس، أصبحت مدرسة الإسكندرية مؤسسة مهمة للتعليم الديني، حيث كان الطلاب يدرسون على يد علماء مثل أثيناغوارس، إكليمندس الإسكندري، ديديموس، والمصري الأصل أوريجانوس، الذي يعتبر أبو اللاهوت والذي كان نشطًا أيضًا في مجال التعليق والدراسات الكتابية المقارنة. كتب أوريجانوس أكثر من 6000 تعليقًا على الكتاب المقدس بالإضافة إلى كتابه الشهير هيكسابلا.
وقد زار مدرسة الإسكندرية العديد من العلماء مثل جيروم لتبادل الأفكار والتواصل المباشر مع علمائها. ولم يقتصر نطاق هذه المدرسة على المواد اللاهوتية؛ كما تم تدريس العلوم والرياضيات والعلوم الإنسانية هناك. بدأت طريقة السؤال والجواب في التعليق هناك، وقبل 15 قرنًا من طريقة برايل، كانت تقنيات نحت الخشب مستخدمة هناك من قبل العلماء المكفوفين للقراءة والكتابة.

## مهد الرهبنة وعملها التبشيري
ذهب العديد من المسيحيين المصريين إلى الصحراء خلال القرن الثالث، وبقوا هناك للصلاة والعمل وتكريس حياتهم للعزلة وعبادة الله. وكانت هذه بداية الرهبانية مسيحية، التي نظمها أنطونيوس الكبير، بولس (الراهب الأول في العالم)، مقار السكندري، وباخوم في القرن الرابع.
ولدت الرهبانية مسيحية في مصر وكان لها دور فعال في تكوين طابع الخضوع والبساطة والتواضع للكنيسة القبطية الأرثوذكسية، وذلك بفضل تعاليم وكتابات آباء صحارى مصر العظام. وبحلول نهاية القرن الخامس، كان هناك مئات الأديرة، وآلاف القلايات والكهوف المنتشرة في جميع أنحاء الصحراء المصرية. لا يزال عدد كبير من هذه الأديرة مزدهرًا ولها دعوات جديدة حتى يومنا هذا.
الرهبنة المسيحية كلها تنبع، بشكل مباشر أو غير مباشر، من المثال المصري: باسيليوس القيصري رئيس أساقفة قيصرية كبادوكيا، مؤسس ومنظم الحركة الرهبانية في آسيا الصغرى، زار مصر حوالي عام 357م وحكمه. تليها الكنائس الأرثوذكسية الشرقية؛ جيروم الذي ترجم الكتاب المقدس إلى اللاتينية، جاء إلى مصر، بينما كان في طريقه إلى القدس، حوالي عام 400 م وترك تفاصيل تجاربه في رسائله؛ أسس بندكت النيرسي الرهبنة البندكتية في القرن السادس على نموذج باخوميوس، ولكن بشكل أكثر صرامة. قام عدد لا يحصى من الحجاج بزيارة "آباء الصحراء" لمحاكاة حياتهم الروحية المنضبطة.

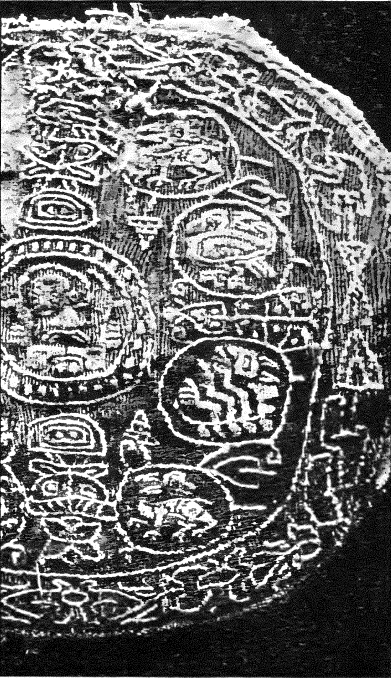
قطعة مطرزة من نسيج في مقبرة قبطية في صعيد مصر

## الحرف
تم العثور على قطعة مطرزة من نسيج في مقبرة قبطية في صعيد مصر. تم استخدام نوعين من الخيوط، ولكن لم يبق سوى خيوط الكتان البيضاء، بينما تدهورت خيوط الصوف الحمراء في الغالب.

## مجمع نيقية
في القرن الرابع، بدأ قس إسكندري يُدعى آريوس نزاعًا لاهوتيًا حول طبيعة المسيح انتشر في جميع أنحاء العالم المسيحي ويُعرف الآن باسم الأريوسية (يجب عدم الخلط بينه وبين الآريوسية وهي الأيديولوجية النازية الآرية). انعقد المجمع المسكوني في نيقية عام 325 م من قبل الإمبراطور الروماني قسطنطين الأول برئاسة هوسيوس القرطبي والبابا ألكسندر الأول من الإسكندرية لحل النزاع وأدى في النهاية إلى صياغة الرمز الإيمان، والمعروف أيضًا باسم العقيدة النيقاوية. إن قانون الإيمان، الذي يُتلى الآن في معظم أنحاء العالم المسيحي، كان يعتمد إلى حد كبير على التعليم الذي قدمه الشماس المصري أثناسيوس الإسكندري، بطريرك الإسكندرية والمعارض الرئيسي لآريوس وتعاليمه.

## مجمع القسطنطينية
وفي سنة 381 م، ترأس تيموثاوس الأول السكندري المجمع المسكوني الثاني المعروف بالمجمع المسكوني مجمع القسطنطينية، الذي أكمل مجمع القسطنطينية الأول بهذا التأكيد لاهوت الروح القدس:

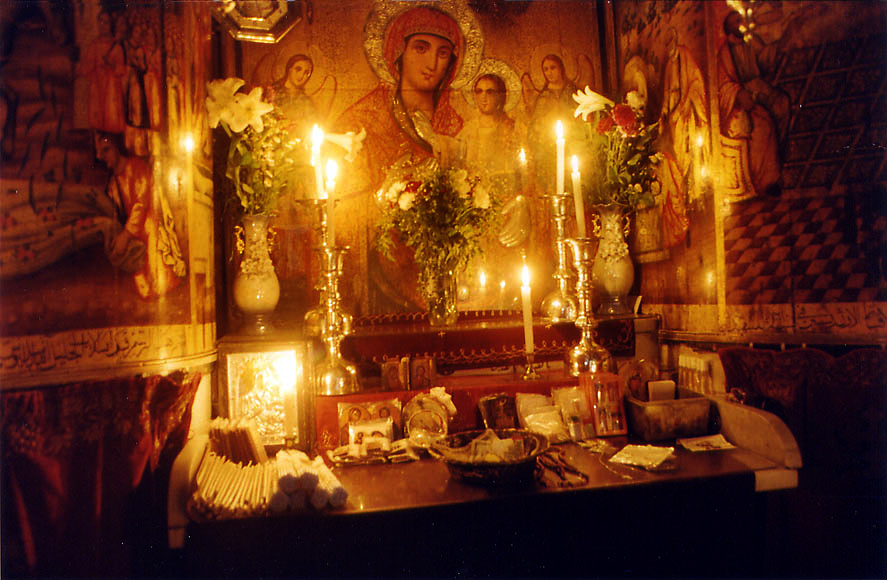
أيقونة قبطية في المذبح القبطي بكنيسة القيامة بالقدس

نؤمن بالروح القدس، الرب المحيي، المنبثق من الآب، الذي مع الآب والابن نسجد له ونمجد الناطق بالأنبياء وفي كنيسة واحدة مقدسة جامعة رسولية. ونعترف بمعمودية واحدة لمغفرة الخطايا وننتظر قيامة الأموات والحياة في الدهر الآتي، آمين.

## مجمع أفسس
حدث نزاع لاهوتي آخر في القرن الخامس حول تعاليم نسطور بطريرك القسطنطينية الذي علم أن الله لم يكن أقنوميًا مرتبطًا بالطبيعة البشرية، بل كان ساكنًا في الإنسان. عيسى. ونتيجة لذلك، أنكر لقب "والدة الإله" لمريم العذراء، معلناً أنها بدلاً من ذلك "أم يسوع المسيح" خريستوتوكوس.
عندما وصلت تقارير عن ذلك إلى العرش الرسولي القديس مرقس، تصرف البابا كيرلس الأول الإسكندري سريعًا لتصحيح هذا الخرق للعقيدة الصحيحة، طالبًا توبة نسطور. وعندما رفض ذلك، اجتمع مجمع الإسكندرية في جلسة طارئة وتم التوصل إلى اتفاق بالإجماع. أرسل البابا كيرلس الأول، بدعم من الكرسي الرسولي بأكمله، رسالة إلى نسطور تعرف باسم "رسالة القديس كيرلس الثالثة إلى نسطور". اعتمدت هذه الرسالة بشكل كبير على الدساتير الآبائية الراسخة، وتضمنت أشهر مقال في الأرثوذكسية السكندرية: "الحرومات الاثني عشر للقديس كيرلس". في هذه أناثيما، حرم كيرلس أي شخص يتبع تعاليم نسطور. على سبيل المثال، "كل من يجرؤ على إنكار لقب والدة الإله للعذراء المقدسة فهو لعنة!" ومع ذلك، لم يتوب نسطور، مما أدى إلى انعقاد المجمع المسكوني الأول في أفسس (431)، الذي ترأسه كيرلس الأول.
أكد المجمع المسكوني الأول في أفسس تعاليم أثناسيوس وأكد على لقب مريم بـ "والدة الإله". كما ذكر بوضوح أن أي شخص يفصل المسيح إلى أقنومين فهو محروم، كما قال كيرلس أن هناك "طبيعة واحدة [وأقنوم واحد] لله الكلمة المتجسد" (Mia Physis tou Theou Logou Sesarkōmenē). كما جاءت مقدمة العقيدة على النحو التالي:
نعظمك يا أم النور الحقيقي ونمجدك أيتها القديسة والدة الإله لأنك ولدت لنا مخلص العالم. المجد لك يا سيدنا وملكنا: المسيح فخر الرسل، وإكليل الشهداء، وتهليل الأبرار، وثبات الكنائس، ومغفرة الخطايا. نعلن الثالوث القدوس في لاهوت واحد: نسجد له، نمجده، يا رب ارحم، يا رب ارحم، يا رب باركنا، آمين.

## مجمع خلقيدونية

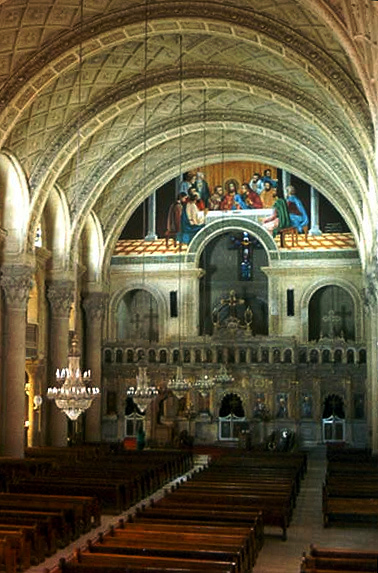
الكاتدرائية المرقسية القبطية بالإسكندرية

عندما حاول الإمبراطور مارقيان في عام 451م معالجة الانقسامات في الكنيسة، كان رد البابا ديسقورس بابا الإسكندرية الذي نُفي لاحقًا – هو أنه لا ينبغي للإمبراطور أن يتدخل في شؤون الكنيسة. شؤون الكنيسة. وفي خلقدون قام الإمبراطور، من خلال المندوبين الإمبراطوريين، بفرض إجراءات تأديبية قاسية ضد البابا ديسقوروس ردًا على جرأته.
لقد انحرف مجمع خلقيدونية من وجهة نظر المسيحانية السكندرية عن المصطلحات السيريلية المعتمدة وأعلن أن المسيح أقنوم واحد في طبيعتين. ولكن في قانون الإيمان النيقاوي-القسطنطيني "حبل بالمسيح"."من الروح القدس ومريم العذراء"، وبذلك يكون أساس التعريف عند أتباع غير الخلقيدونيين، بحسب كريستولوجيا كيرلس الأول (بابا الإسكندرية) صحيحًا.
فيما يتعلق بعلم المسيح، فإن فهم الأرثوذكس الشرقيين (غير الخلقيدونيين) هو أن المسيح هو "طبيعة واحدة - الكلمة المتجسد"، "من" البشرية الكاملة والألوهية الكاملة. إن فهم الخلقيدونيين هو أن المسيح "معترف به" في طبيعتين، ناسوت كامل وألوهية كاملة. الأرثوذكسية الشرقية تؤكد أن مثل هذه الصيغة لا تختلف عما يعلمه النسطوريون. هذا هو التصور العقائدي الذي يصنع الفرق الواضح الذي يفصل الأرثوذكس الشرقيين عن الأرثوذكس الشرقيين.
تم رفض نتائج المجمع من قبل العديد من المسيحيين على أطراف الإمبراطورية البيزنطية، بما في ذلك المصريين، السوريين، الأرمن، و آخرون.
ومن تلك النقطة فصاعدًا، سيكون للإسكندرية بطريركان: البطريرك المصري الأصل غير الخلقيدوني، المعروف الآن باسم بابا الإسكندرية القبطي وبطريرك كل أفريقيا على الكرسي الرسولي المقدس للقديس مرقس و"الملكيين" أو البطريرك الإمبراطوري، المعروف الآن باسم بابا الإسكندرية للروم الأرثوذكس وبطريرك كل أفريقيا.
رفض جميع السكان المصريين تقريبًا شروط مجمع خلقيدونية وظلوا مخلصين للكنيسة المصرية الأصلية (المعروفة الآن باسم الكنيسة القبطية الأرثوذكسية بالإسكندرية). أولئك الذين أيدوا التعريف الخلقيدوني ظلوا في الشراكة الكاملة مع الكنائس الرائدة الأخرى في روما والقسطنطينية، وأصبح الروم الناطقين باليونانية (والناطقين بالعربية فيما بعد). وأصبح الحزب غير الخلقيدوني هو ما يسمى اليوم بالكنيسة الأرثوذكسية الشرقية.
الكنيسة القبطية الأرثوذكسية بالإسكندرية تعتبر نفسها قد أسيء فهمها في مجمع خلقيدونية. كان هناك رأي في الكنيسة يرى أنه ربما كان المجمع يفهم كنيسة الإسكندرية بشكل صحيح، لكنه أراد تقليص السلطة الحالية للرئيس الإسكندري، خاصة بعد الأحداث التي حدثت قبل عدة سنوات في القسطنطينية من البابا ثيوفيلوس الأول من الإسكندرية تجاه البطريرك يوحنا الذهبي الفم والإقبال المؤسف على مجمع أفسس الثاني سنة 449م، حيث ضلّل أوتيخوس البابا ديوسقوروس والمجمع في الاعتراف بالإيمان الأرثوذكسي كتابةً ثم التراجع عنه بعد المجمع، والذي في بدوره، أزعج روما، خاصة أن المجلد الذي تم إرساله لم يُقرأ أثناء جلسات المجلس.
ومما زاد الأمر سوءًا، أن كتاب البابا لاون روما، وفقًا لمدرسة الإسكندرية اللاهوتية، خاصة فيما يتعلق بتعريف المسيح، يعتبر متأثرًا بالتعاليم النسطورية الهرطقية. لذلك، وبسبب ما سبق، خاصة في تسلسل الأحداث المتتالية، اعتبر رؤساء الأساقفة الإسكندريون متمسكين بسلطة كبيرة من جهة، ومن جهة أخرى، وبسبب صراع المدارس اللاهوتية، وصل الأمر إلى طريق مسدود. كان يجب أن يكون وكان هناك كبش عنزة أي البابا ديسوكوروس.
من خلال لعن البابا لاون، بسبب لهجة ومحتوى مجلده، وفقًا لتصور اللاهوت السكندري، تم العثور على البابا ديسكوروس مذنبًا بفعل ذلك، دون اتباع الإجراءات القانونية الواجبة، وبعبارة أخرى، لم يكن مجلد ليو موضوعًا للهرطقة في الكنيسة. المركز الأول، ولكن كان الأمر يتعلق بالتساؤل عن أسباب عدم الاعتراف به أو قراءته في مجمع أفسس الثاني عام 449 م. لم يُصنف البابا ديسقورس من الإسكندرية على أنه مهرطق من قبل شرائع المجمع.
ويعتقد الأقباط أيضًا أن بابا الإسكندرية مُنع بالقوة من حضور المجمع الثالث للمجمع الذي أُطيح به، على ما يبدو نتيجة مؤامرة دبرها المندوبون الرومان.
قبل العصر الإيجابي الحالي للحوارات الأرثوذكسية الشرقية والشرقية، كان الخلقيدونيون يطلقون أحيانًا على غير الخلقيدونيين اسم "مونوفيزية"، على الرغم من أن الكنيسة القبطية الأرثوذكسية في الواقع تعتبر المونوفيزيتية بدعة. وبدورها أصبحت العقيدة الخلقيدونية تُعرف باسم "ديوفيزية".
والمصطلح الأقرب إلى الأرثوذكسية القبطية هو الميافيزيت، والتي تشير إلى طبيعة واحدة للمسيح، بشريًا وإلهيًا، متحدة بشكل غير قابل للتجزئة في الكلمة المتجسد. تؤمن الكنيسة القبطية الأرثوذكسية بالإسكندرية أن المسيح كامل في لاهوته، وهو كامل في ناسوته، ولكن لاهوته وناسوته اتحدا في طبيعة واحدة تسمى "طبيعة الكلمة المتجسد"،، وهو ما أكده كيرلس الأول (بابا الإسكندرية).
ولذلك فإن الأقباط يؤمنون بطبيعتين "إنسانية" و"إلهية" متحدتين في أقنوم واحد "بدون اختلاط ولا اختلاط ولا تغيير". وهاتان الطبيعتان "لم تنفصلا لحظة واحدة ولا طرفة عين" (القداس القبطي للقديس باسيليوس القيصري).

## الجنس
يكون القبط في العصر الحاضر الأكثرية العددية بالنسبة إلي سكان مصر، وبالرغم من دخول أجناس كثيرة إلى مصر إلا أنها لم تؤثر في النسبة الإجمالية من عدد السكان إلا بحوالى 2% من الأجناس الواردة بفعل الفتوحات والهجرات المختلفة كما جاء في موسوعة شخصية مصر للدكتور جمال حمدان. على هذا الأساس يكون معظم القبط مسلمين ومسيحيين هم الأكثرية العددية في القطر المصري، بينما الأجناس الوافدة على مر التاريخ لم تؤثر في الجنس المصري إلا بالنذر اليسير. وهنا لابد من ملحوظة مهمة وهي أن كلمة «قبط» يجب أن تطلق على المصريين جميعا مسلمين ومسيحيين، وان استخدامها للإشارة فقط إلى المسيحيين هو استعمال خاطئ. وقد بدأ العلماء منتصف القرن التاسع عشر بدراسة القبط ونشر مورتون في فيلادلفيا عام 1844 كتابه المسمي الجنس المصري الأصيل، وقال فيه إن القبط خليط من الجنس القوقازي والجنس الزنجي وذلك بنسب مختلفة وهم سلالة مباشرة لقدماء المصريين. ثم أخد العلماء عنه هذا الرأي حتي أظهرت البحوث الحديثة وأجمع العلماء وأهمهم اوتكينج علي أن الأقباط شعب أبيض من شعوب البحر المتوسط وهم لم يحافظوا علي بعض ميزات الجنس المصري الأصيل فحسب بل احتفظوا إلي الآن بالسحن المصرية القديمة. وكان اختلاطهم بالأجناس المختلفة قليلا لم يأثر فيهم. ومما أدهش علماء الأجناس الذين أثبتوا أن مقاييس الرأس والقامة تكاد تكون متماثلة تماما بين المومياء المصرية القديمة وهياكل العظام في العصور الأولي وبين أقباط اليوم (مسلمون ومسيحيون).

## اللغة القبطية
هي الصورة الأخيرة من تطور اللغة المصرية القديمة. فقد ظلت اللغة المصرية القديمة لغة الكتابة والتخاطب في مصر إلي أن استولي الاسكندر الأكبر علي مصر وأخد المصريين علي اختلاف طبقاتهم يكتبون ويوثقون باللغة اليونانية. وكانت اللغة المصرية لا تزل تستخدم في الكتابات الدينية والشعبية، ومنذ عهد الاسكندر ازداد استعمال اللغة اليونانية وقل استعمال اللغة الديموطيقية في الكتابة. ولكن كان المصريين يفضلوا تعلم اللغة اليونانية علي اللغة الديموطيقية لما فيها من سهولة، فنبتت فيهم فكرة تدوين لغتهم المصرية بحروف يونانية، وبعد محاولات مختلفة وصلوا إلي كتابة اللغة المصرية الدارجة بحروف يونانية، واستعانوا ببعض حروف ديموطيقية لسد النقص الصوتي في الأبجدية اليونانية. وهكذا ظهرت اللغة المصرية القبطية وظهرت اللغة القبطية بآدابها في أواسط القرن الثالث الميلادي مدونة.
اللهجات القبطية
نعرف أنه وجدت اختلافات بين شتي لهجات اللغة المصرية القديمة وهذا ما نراه واضحا الآن بين سكان القطر المصري، ولاريب أن بعض هذه الاختلافات ترجع لما وجد في اختلاف اللهجات القبطية المتعددة بين شمال مصر وجنوبه. كان هناك أربعة لهجات أدبية أساسية في اللغة القبطية اشتقت كل منها من لغة التخاطب في منطقة ما وهي البحرية والصعيدية والفيومية والاخميمية. ولا زال لهذا الاختلاف في اللهجات المصرية القبطية أثرا كبيرا حتي يومنا هذا في اللغة العربية، فيختلف الصعيد في اللهجة عن اللهجة البحرية فلكل منطقة لكنة مختلفة كما في الإسكندرية وبعض مدن الشمال كبورسعيد ودمياط وذلك كله يرجع الي تعددية اللهجات في اللغة القبطية [بحاجة لمصدر].
ازدهرت اللغة القبطية ازدهارا واسعا في القرنين الرابع والخامس بعد الميلاد، ثم ازدهرت في القرن الثامن وأخذت الكتابة القبطية منذ القرن الثاني عشر تظهر في نهرين بالقبطية والعربية حتي القرن الثالث عشر فمنع استخدام اللغة المصرية واستبدلت باللغة العربية.
من الكلمات القبطية التي نقلها العرب إلي العربية أسماء لمسميات مثل أردب، برسيم، نونو، أم قويق، كحة، لقمة، سمان، ماجور، تمساح، ننوس، بلح، بصارة، شوربة، رمان، سلة، شونه.
ومن أسماء الأسماك السمك البوري، البني، اللبيس، الشال، الشلبة ومن الأفعال نجد كلمات مثل فتفت، لكلك، نكت، فط، دمس، فرفر، هلوس وكذلك التعبيرات مثل الورور للفجل الصغير، وجبه بمعني الساعة أو الوقت، المر بمعني الألم،  ليلي بمعني افرح ومازلت تردد في الأفراح كلمة ليلي يا عيني، «بح» بمعني انتهي، «كاني ماني» وغيرها الكثير [بحاجة لمصدر].
ومن أهم مظاهر القومية المصرية القبطية يوجد في أسماء القري والمدن المصرية الحالية التي لم تمحيها العصور المختلفة.
وبرغم أن اللغة القبطية لغة قومية إلا أنها لها العديد من الآثارالعالمية حيث تأثرت بها اللغات الأوروبية ومنها كلمة وازيس بمعني الواحة أخدت بها اللغات المختلفة، كلمة «كوني» أي الصمغ وهي بالقبطية «كومي» التي أصبحت في الإيطالية «جوما» وفي الفرنسية «جوم» والإنجليزية «جم»، وكلمة الأبنوس وهو نوع من الخشب الذي اشتهر به الأقباط. ولعل كلمة طوبي مثل من الألفاظ التي يعرف تاريخ انتشارها في الخارج فقد أخذها العرب عند دخولهم لمصر من القبطية وحملوها معهم إلي الأندلس فدخلت الأسبانية ثم نقلوها معهم إلي أمريكا اللاتينية فانتشرت هناك كلمة أدوبي، ثم انتقلت إلي اللغة الإنجليزية بشكلها الأسباني. ومن أثر اللغة القبطية أيضا أن القديسين كيرلس المسمي بالفيلسوف وأخاه ميتودوس عندما وضعا الأبجدية الروسية في القرن التاسع الميلادي أدخلا بعض الحروف القبطية في الأبجدية القبطية التي لا زالت تستعمل حتي اليوم [بحاجة لمصدر].

## الأدب القبطي
أخد العالم نواحي مختلفة من الأدب القبطي أهمها أقوال الآباء ثم خطب القديسين في كفاح الوثنية لتثبيت المسيحية، ثم السحر ثم الأدب الدنيوي أو الشعبي. فأما أقوال الآباء فهي الأقوال النسكية التي دعمت الرهبنة وبينت ناحيتيها النفسية والعملية. وقد وفد علي مصر من الشرق والغرب من دونوا هذه الأقوال وأثبتوها بلغاتهم اليونانية واللاتينية والسريانية وفتحت لهم هذه التعاليم المسيحية المحضة الطريق إلي الرهبنة فساروا علي هدايتها ونسجوا علي منوالها. فالرهبان القبط في عصورهم الأولي عرفوا بالتقوى والتواضع فكانوا يعملون ويعلمون وجاءت أقوالهم بلغات مختلفة في كتاب بستان الرهبان وكتب الآباء الحاذقون في العبادة وكذلك في سيرهم، وظهر في مصر من القديسين الأقباط من لم يعرف العالم أقوي منهم شكيمة في تثبيت المسيحية والكفاح ضد الوثنية [بحاجة لمصدر].
الأدب الديني
وأحد هؤلاء القديسين هو الأنبا شنودة رئيس المتوحدين، تولي الأنبا شنودة رياسة الدير الأبيض سنة 383م خلفا لخاله الأنبا بيجول رئيس الدير الأحمر شمال الدير الأبيض ودامت رياسة شنودة 66 عاما وتوفي سنة 451م.
ويعد شنودة أعجب شخصية أنجبها القبط فهو في الواقع المؤسس الحقيقي للكنيسة القبطية، عاش في أحرج الأوقات وأعنفها ويعرف في تاريخ الأدب القبطي بأنه أعظم كتابه. وكان كل مجهوده ونشاطه الإداري منصبا علي محاربة الوثنية واقتلاع جذورها من الشعب مثل السحر والتعاويذ والدجل الطبي والبدع الاجتماعية المختلفة. وكانت كتابات شنودة كتابات عملية صالحة لاستخدامها مباشرة كالرسائل والمواعظ ولم يكن أسلوبه مصقولا ولكنه كان يصوغه في قالب خطابي بليغ. وهو بالرغم من معرفته باليونانية لم يأخذ عنها البيان أو البديع، ولكنه كان مالكا لناصية اللغة القبطية وغيورا عليها وكانت كل خطاباته بها [بحاجة لمصدر].
وهذه ترجمة نبذة من خطابات الأنبا شنودة رئيس المتوحدين عن موالد الشهداء فيقول:
(جميلا جدا أن يذهب الإنسان إلى مقر الشهيد ليصلي ويقرأ وينشد المزامير ويطهر نفسه ويتناول من الأسرار المقدسة في مخافه المسيح أما من يذهب ليتكلم ويأكل ويشرب ويلهو أو بالحري يرتكب الجرائم فهذا هو الشرير بعينه، فبينما البعض يرتلون في الداخل المزامير ويقرأون الكتاب المقدس ويتناولون الأسرار المقدسة إذ بأخرون في الخارج يملاؤن المكان بآلات الطبل والزمر مخالفين الآية «بيتي بيت الصلاة يدعي وأنتم جعلتموه مغارة لصوص»، لقد جعلتموه سوقا لبيع العسل والحلي وما اشبهه، لقد جعلتم الموالد الروحية فرصة لتدريب بهائمكم ولسباق خيولكم، جعلتموها أماكن للسرقة فبائع العسل بالكاد يحصل علي قليل من الزبائن المشاحنين أو يستخلص لنفسه شيئا من الفائدة نظير اتعابه، حتي الأشياء التي لايمكن أن تحدث للباعة في الأسواق العامة تحدث لهم في موالد الشهداء).
الأدب الشعبي
ليس الأدب القبطي أدب ديني فحسب، بل إن الآثار الدينية الدنيوية في الأدب القبطي لاتقل روعة عن الآثار الدينية، فبالرغم من انصراف الأقباط عن تدوين الآداب القبطية في العصور الأولى لغلاءورق البردي إلا أنه تم العثور علي الكثير من الرسائل والوثائق القبطية عن الأدب القبطي الديني والشعبي. وازدهر الأدب القبطي في القرنين الرابع والخامس الميلادي، ولكن كان دخول المسلمين لمصر صدمة عنيفة للأدب القبطي إلا أنه صحا مرة أخرى في النصف الأخير من القرت السابع وفي القرن الثامن فقامت بين القبط نهضة أدبية كان لها الطابع الشعبي أكثر من الطابع الديني، وكان وقتئذ نظام الأديرة أقل صرامة بحيث اتيح للرهبان الاشتغال بشتي الحرف، فقد أصبحوا يقرأون الكتب الدنيوية في الأديرة وبخاصة أن الورق قد حل محل البردي وأصبح في متناول الجميع[بحاجة لمصدر].
ومن أهم الأعمال الأدبية الشعبية القبطية قصة تيودوسيوس وديونسيوس التي ترجع إلى أوائل القرن الثامن، وكان بطلها صانع مصري بلغ منصب امبراطور اليونان. وقد نسي أخوه الذي كان صانع خشب مصري ثم يلقاه ثانية ويعينه رئيس لأساقفة العاصمة اليونانية.
وأيضا من أشهر قصص الأدب القبطي رواية قمبيز وهي قصة أصلية باللغة القبطية تتضمن تاريخا خياليا لغزو مصر علي يد الملك قمبيز الذي كان ملك للفرس، وبالإضافة لهذه القصص تم العثور علي بعض الأجزاء من قصة الاسكندر الأكبر مترجمة إلى الصعيدية.
وهناك آثار أدبية كثيرة منها أيضا القصيدة التي كتبت عن ارخليدس وأمه سنكليتكس. ويدل كل هذا علي ما للأقباط من أثر عميق في الأدب الشعبي [بحاجة لمصدر].

## العلوم القبطية
ورث الأقباط عن أجدادهم الفراعنة حضارة كما ورثوا عنهم المنهج العلمي والمثابرة علي الدرس والتعمق في البحث، فقد تركزت دراسة العلوم فيجامعة الإسكندرية وظهر فيها أساتذة من المصريين تخرج علي أيديهم كثير من العلماء الذين عرفهم العالم القديم. ووضع القبط في الإسكندرية أكثر المصطلحات العلمية التي كانت معروفة في ذلك الوقت. وعنهم أخذها العالم وظهر في ذلك الوقت من العلماء الأقباط العالم هيروفيلاس مؤسس علم التشريع، والعالم القبطي ايرستسراتوس مؤسس علم وظائف الأعضاء، وكلسوس الذي وضع تذكرته المشهورة لمنع تلف الأسنان، وسيرابيون السكندري الذي اتجه إلى دراسة العقاقير المصرية القديمة. وممن تتلمذ في الإسكندرية جالينوس الذي ذاع صيته في العالم وغيرهم الكثير من العلماء الأقباط الذين كان لهم أكبر الدور في تقدم العلوم في العالم في ذلك الوقت [بحاجة لمصدر].
ومنذ القرن الخامس حمل الرهبان الأقباط لواء العلوم في أديرتهم وظلت هناك حتي ما بعد دخول المسلمين لمصر، وظهر من هؤلاء الرهبان كيرلس وكولوتوس ويؤانس، واشتهر منهم في القرن السادس يوحنا فيليبونوس النحوي الذي ألف في الأدب والطب والرياضة. ومنذ القرن السادس كان يتولي رجال الدين الأقباط تدريس العلوم في جامعة الإسكندرية القديمة، نذكر منهم سرجيوس وهارون القس [بحاجة لمصدر].
يظهر أهمية العلوم القبطية التي التي أظهرتها بردية نشرها العالم القبطي شاسيناه وتميزت هذه البردية الطبية بعلاج أمراض العيون ومنع النزيف ومداواة الجراحات. وعلي العموم فقد ظل أثر العلوم القبطية في أوروبا في العصر الوسيط وكان أساسا لدراسة العلوم في عصر النهضة، وقد ظهر أخيرا بحث للبروفسير الإنجليزي تيل في العقاقير القبطية يتبين منه مدى تقدم العلوم عند الأقباط وأثره في العالم [بحاجة لمصدر].
كان للأقباط أثر واضح في بعض العلوم الأخرى، ففي التاريخ الكنسي كان لهم طابع خاص لم يكتبوه تاريخا جافا بل أضفوا عليه مسحة أدبية، لعل أهم ذلك ما نشره العالم فون لييم من بعض مقطوعات قبطية في تاريخ بطاركة الإسكندرية. وكان للسنكسار القبطي أثر كبير نسجت جميع الكنائس الأخرى علي منواله، وكذلك كتب الأقباط بطريقتهم الخاصة تواريخ المجامع مثل مجمع الإسكندرية (362) ومجمع أفسس (431).

## قوانين الكنيسة
قد برع الأقباط في وضع قوانين كنسية، ولعل أشهر هذه القوانين وأعمقها أثرا المجموعة المعروفة بالقوانين الكنسية أو قوانين الرسل وقد نشرها هورنور.
الأدب الكنسي
كذلك يعزي للقبط كتابة الأدب المعروف بالمريمي وهو الأدب الذي اختصت به العذراء مريم وذلك في أسلوب فريد يظهر فيه تأثير الأدب المصري القديم فكتبوا فيها المدائح والأناشيد.
التاريخ العام
كان للقبط شخصية ملحوظة فيما كتبوه من تاريخ، فكتاب يوحنا النقيوسي الذي شهد بدخول العرب الي مصر وكتب تاريخا عاما باللغة القبطية، ولم يصل من هذا الكتاب إلا ترجمة كاملة له باللغة الحبشية نشرها العالم الألماني زوتنبرج [بحاجة لمصدر].
العلوم اللاهوتية
أجمع مؤرخو الكنيسة في العصور الرسولية مثلأوسابيوس وسقراط سوزومن على أن الفضل في انتشار المسيحية إنما يرجع إلى مدرسة الإسكندرية اللاهوتية القبطية والتي أسندت إدارتها إلى علماء من الأقباط مثل بانتينوس وإكليمندس الإسكندري واوريجانوس وديديموس الضرير. ونصت تواريخ الكنيسة على أن كبار آباء الكنيسة المسيحية في الشرق والغرب كالقديسباسيليوس الكبير وغريغوريوس أخيه وغريغوريوس الناطق باللاهوتيات مدينون لمدرسة الإسكندرية القبطية.
وقال البروفيسير تتام في مؤلفه مصر بأن دستور مدرسة الإسكندرية اللاهوتي وضع باللغة القبطية، وقال جيروم في مقدمة ترجمته اللاتينية لكتاب انبثاق الروح القدس للعالم القبطي ديديموس الضرير أن ماجاء في مؤلفات اوغطينوس وأمبروسيوس وغيرهما من الموضوعات منقول عن الفلسفة المسيحية المصرية.
وبالتالي كان للأقباط اليد الطولي في وضع أسس علم اللاهوت، فقام بانتينوس أول من أسندت إليه إدارة مدرسة الإسكندرية بترجمة الكناب المقدي من اليونانية الي القبطية، وهذا أوريجانوس أول من أقام علم اللاهوت على أسس منظمة وإليه يرجع الفضل في تثبيت عقائد الكنيسة والذي اهتم كثيرا بإدخال علم الفلسفة في مدرسة الإسكندرية وقد أدخل برنامج الدراسة اللاهوتية الرياضة والطبيعة والفلك والفلسفة والموسيقي.
ونجد أيضا اثناسيوس القديس القبطي الصميم تثقف بثقافة اليونان ووقف في وجة جميع الأباطرة والهراطقة وصار لايفكر ولا يكتب ولا يعمل ولا يناضل إلا من أجل حماية المسيحين من مخالب البدع وفتح باب الإيمان المسيحي القويم لهم، حيث كان لما كتبه القديس اثناسيوس في محاربة الآريوسية وغيرها من البدع وأيضا كتابه تجسد الكلمة أثر كبير جدا في المحافظة علي كيان المسيحية في العالم. فضلا عن القديس كيرلس الكبير الذي كان بطريركا للكرسي المرقسي واكتسب لمصر شبه استقلال وكانت تخضع له مائة اسقفية حتي أطلق عليه لقب فرعون مصر، وكان جهاده ضد النسطورية وتعاليمه اللاهوتية في طبيعة المسيح وسر الثالوث عاملا كبير الأثر في إرساء تعاليم الكنيسة الأولى الرسولية[بحاجة لمصدر].
وأيضا العالم القبطي ديديموس الضرير الذي عين مديرا للمدرسة اللاهوتية بالإسكندرية في القرن الرابع وكان من أثر مؤلفاته اللاهوتية أن وفد عليه من الغرب ايرونيموس وروفينوس وبلاديوس لتلقي العلم منه، والعالم القبطي ديديموس الضرير هو أول من ابتكر وسيلة لتعليم القراءة للعميان بطريقة الحروف المحفورة علي ألواح خشبية ليسبق بخمس عشر قرن من الزمان اختراع برايل لطريقة القراءة بالحروف البارزة [بحاجة لمصدر].

## الفن القبطي
الواقع أن الفن القبطي هو فن مصري تناول جميع مرافق الأقباط ونواحي حياتهم فهو فن ديني وفن شعبي أو دنيوي. فهو يعبر عن البيئة المصرية مع احتفاظه بشخصية فنية قوية وطابع خاص واضح. وظل محتفظا بمقوماته رغم أنتشار الحضارات المختلفة. هذا وقد كان الفتح العربي للبلاد القبطية وضع ملائم للفن القبطي وسرعان ما أثر الفن القبطي بشدة علي الفن الإسلامي واتجه الصناع الأقباط بتطعيم الفن الإسلامي بالفنون القبطية وبذلك تطور الفن المصري أو القبطي في العصور الإسلامية. ونظرا لإقبال العرب الشديد علي الفن القبطي واستخدامه في مختلف فنون الرسم والعمارة انتسب العرب هذا الفن وأطلق عليه الفن الإسلامي [بحاجة لمصدر].
ويتضمن الفن القبطي الديني التصوير الذي ظهر في الأيقونات وصور الملائكة والرسل والقديسين، واستعملت صور الوجوه الآدمية وصور الحيوانات لتزيين الأكفان ونسجت علي الكتان والصوف بألوان متنوعة.
فن النسيج القبطي
بلغ فن النسيج القبطي من الرقي والروعة في النقوش والألوان إلى حد أنه غزى الأسواق في كل البلاد. وبالنسبة للعرب أثر فن النسيج القبطي علي النسيج في العالم الإسلامي بشكل كبير جدا وكتب العالم كونل عام 1938 عن التقاليد القبطية في فن النسيج الإسلامي.
فن الزخرفة المعمارية
وبالنسبة إلى فن الزخرفة المعمارية برع الصناع الأقباط في إظهار مواهبهم علي الحجر الجيري والخشب. وكان تصميم رسومهم علي الحجر جميلا وصناعته متقفة وكانت تيجان الأعمدة الحجرية تزين بزخرفة علي نسق شغل السلال والكروم وأوراقها وسعف النخيل وأوراق الغار. كما كانت الأفاريز تزين برسوم تمثل الكروم ومناظر الصيد والحيوانات والنباتات، أما الاجزاء العلوية للطاقات كانت تزخرف على هيئة الاصداف أو الكروم أو العنب أو الأسماك، كذلك حفرت ألواح الأبواب الخشبية والأفاريز بزخارف ورسوم هندسية. وبرعوا كذلك في صناعة أدوات الزينة والحلي من أدوات مختلفة ولأغراض مختلفة فصنعوا المكاحل والأمشاط والأساور والحلقان وغيرها.
ذكر المقريزي في كتاب أخبار مكة أن الكعبة طغي عليها قبيل ظهور الإسلام سيل عظيم صدع جدرانها فأعادت قبيلة تدعيقريش بناءها مستعينة في ذلك بنجارين أقباط، وأثبتت الأوراق البردية التي عثر عليها في مصر أن الوليد استعان بالأقباط في بناء مسجد دمشق والمسجد الاقصي في القدس وقصر أمير المؤمنين هناك. ويذكر البلاذري في فتوح البلدان أن الوليد استعان بالقبط في إعادة بناء مسجد المدينة [بحاجة لمصدر].
وأثبتت العلماء أن قصر المشتي في شرق الأردن قد نقل الزخارف القبطية والتخطيط المعماري الخاص بالدير الأحمر والدير الأبيض بسوهاج [بحاجة لمصدر].
وذكر المؤرخون أنعمر بن عبد العزيز لما أعاد بناء المسجد النبوي في المدينة استعان بمعماريين مصريين أي أقباط بنوا فيه أول محراب مجوف في الإسلام، وهذا مأخوذ عن حنيات الكنائس. وذكر أيضا المقريزي أن مهندس قبطي شيد جامع ابن طولون بطريقة هندسية فريدة ولقد أوضح العالم كروزيل في كثير من مؤلفاته عن الأثر القبطي علي العمارة الإسلامية [بحاجة لمصدر].

## تخطيط المسلمين لفتح مصر
بعد تسليم بيت المقدس للخليفة عمر بن الخطاب، قابله عمرو بن العاص وأعاد عليه الإلحاح في طلب دخول مصر، وجعل يبين للخليفة ما كانت عليه مصر من الغنى وما كان عليه فتحها من السهولة، وقال له إنه ليس في البلاد ما هو أقل منها قوة ولا أعظم منها غنى وثروة، وأن مصر تكون قوة للمسلمين إذا هم ملكوها، وكان اجتماع القائد بالخليفة في (الجابية) قرب دمشق في سنة 683م.[بحاجة لمصدر]
وافق الخليفة وهو متردد على سيرعمرو بن العاص لمصر، فسار عمرو في جيش صغير من أربعة آلاف جندي (4000) أكثرهم من قبيلة عك،[بحاجة لمصدر] وإن كان الكندي يقول أن الثلث كانوا من قبيلة غامق، ويروي ابن دقماق أنه كان مع جيش المسلمين جماعة ممن أسلم من الروم وممن أسلم من الفرس، وقد سماهم في كتابه، سار بهم عبر الحدود بين مصر وفلسطين حتى صار عند رفح، وهي على مرحلة واحدة منالعريش بأرض مصر، فأتت عند ذلك رسل (تحت المطي) تحمل رسالة من الخليفة، ففطن عمرو إلى ما فيها، وظن أن الخليفة لابد قد عاد إلى شكه في الأمر، خاشيا من الإقدام والمضي فيما عزم عليه. فلم يأخذ الرسالة من الرسول حتى عبر مهبط السيل الذي ربما كان الحد الفاصل بين أرض مصر وفلسطين، وبلغ بسيره الوادي الصغير الذي عند العريش، وهناك أتى له بالكتاب فقرأه فقيل له نحن في مصر. فقرأ على الناس كتاب الخليفة وقال إذن نسير في سبيلنا كما يأمرنا أمير المؤمنين، وكان الخليفة يأمره بالرجوع إذا كان بعد في فلسطين، فإذا كان قد دخل أرض مصر فليسر قدما وأن يرسل له الإمداد.